# Rejectaria maera
Rejectaria maera är en fjärilsart som beskrevs av Druce. Rejectaria maera ingår i släktet Rejectaria och familjen nattflyn. Inga underarter finns listade.